# Ryan Cavanagh
Ryan Cavanagh (22 november 1995) is een Australische weg- en baanwielrenner die in 2023 en 2024 reed voor Kinan Racing Team. In 2019 won Cavanagh de Ronde van Thailand en de Ronde van Quanzhou Bay.

## Wegwielrennen

### Overwinningen
2013
 Oceanisch kampioen op de weg, Junioren
2014
Eindklassement Ronde van het Poyangmeer
2018
5e etappe Ronde van Singkarak
2019
3e etappe Ronde van Thailand
Eindklassement Ronde van Thailand
Eind- en puntenklassement Ronde van Quanzhou Bay
2020
2e etappe Ronde van Taiwan
2023
Oita Urban Classic
2024
 Oceanisch kampioen op de weg, Elite
1e etappe Ronde van Ijen

## Baanwielrennen

### Palmares
| Jaar  | AK                   | OK    | WK    | Overig |
| Elite | Elite                | Elite | Elite | Elite  |
| ----- | -------------------- | ----- | ----- | ------ |
| 2018  | ploegenachtervolging |       |       |        |

## Ploegen
- 2016 –  State of Matter MAAP Racing
- 2017 –  NSW Institute of Sport
- 2018 –  St George Continental Cycling Team
- 2019 –  St George Continental Cycling Team
- 2020 –  St George Continental Cycling Team
- 2021 –  St George Continental Cycling Team
- 2022 –  Victoire Hiroshima
- 2023 –  Kinan Cycling Team
- 2024 –  Kinan Cycling Team

Cavanagh · Fitter · Kauffmann · Magennis · Robinson · Shaw · Smyth · Sunderland · Taylor · Toovey · Wohler
Cameron · Cavanagh · Culey · Dutton · Dyball · Field · Groves · Hubbard · Kennett · Louis · Smith · Zenovich
Berwick · Calder · Cameron · Cavanagh · Dinham · Dutton · Gandy · Hubbard · Kennett · Law · Quick · Reardon · Strong · Vink · Wiggins · Zenovich
Berwick · Bettles · Cavanagh · Dutton · Gandy · Harvey · Heaney · Kennett · Quick · Reardon · Vink · Wiggins · Yates · Zenovich
Bettles · Cavanagh · Crome · Dutton · Gandy · Harvey · Hamish Keast · Kennett · O'Donnell · Reardon · Vink · Zenovich